# Jerzy Janeczko
Jerzy Janeczko (ur. 1931, zm. 25 października 2019) – polski epidemiolog, prof. dr hab. med.

## Życiorys
W 1957 ukończył studia w Akademii Medycznej w Warszawie, 22 października 1996 uzyskał tytuł profesora nauk medycznych. Został zatrudniony na stanowisku kierownika w Klinice Chorób Zakaźnych dla Dorosłych na II Wydziale Lekarskim z Oddziałem Nauczania w Języku Angielskim oraz Oddziałem Fizjoterapii Akademii Medycznej w Warszawie.

## Odznaczenia i wyróżnienia
- Srebrna Odznaka za Zasługi dla Związku Sybiraków[1]
- Medal Komisji Edukacji Narodowej[1]
- Krzyż Zesłańców Sybiru[1]
- Złoty Krzyż Zasługi[1]
- Medal 50-lecia Warszawskiej Akademii Medycznej[1]
- Nagroda Rektora AM (kilkunastokrotnie)[1]
- Krzyż Oficerski Orderu Odrodzenia Polski[1]
- Nagroda Ministra Zdrowia[1]